# Musaeus Grammaticus
De Griekse dichter Musaeus of Musaios (Oudgrieks: Μουσαῖος) (bijgenaamd Grammaticus in alle manuscripten) leefde waarschijnlijk in de 5e eeuw na Christus, gezien de overeenkomst in stijl en metriek met die van Nonnos, al was Musaeus minder pathetisch dan deze. De dichter Colluthus, die leefde ten tijde van de Byzantijnse keizer Anastasius I (491-518), noemt zijn werk. Mogelijk is Musaeus de ontvanger geweest van twee brieven van Procopius van Gaza (ca. 465-528).
Musaeus is vooral bekend door zijn gedicht over Hero en Leander. Dit gedicht (bestaande uit 340 hexameters) wordt door sommigen als een van de mooiste gedichten, zo niet het mooiste, uit die periode beschouwd wordt. In de Italiaanse bewerking uit 1555 door Bernardo Tasso heeft het verhaal de moderne literatuur beïnvloed. Het kleine liefdesgedicht Alpheus en Arethusa wordt ook aan Musaeus toegeschreven.

## Referentie
- W. Smith, art. Musaeus, literary (4), in W. Smith (ed.), A dictionary of Greek and Roman biography and mythology, II, Boston, 1867, p. 1127.
- Rudolf Keydell, "Musaois (2)", in: Der Kleine Pauly 3, München: dtv, 1979, kol. 1479-1480.

- Bibsys: 90347295
- Biblioteca Nacional de España: XX1726190
- Bibliothèque nationale de France: cb119300443 (data)
- Catàleg d'autoritats de noms i títols de Catalunya: 981058586654406706
- CiNii: DA01474725
- Gemeinsame Normdatei: 119506203
- International Standard Name Identifier: 0000 0004 4646 0678
- Library of Congress Control Number: n82209954
- National Gallery of Victoria: 14496
- Nationale Bibliotheek van Tsjechië: jn19981001875
- Nationale bibliotheek van Australië: 36002174
- Nationale Bibliotheek van Israël: 987007265612305171
- Nationale en Universitaire bibliotheek Zagreb: 000069678
- Nederlandse Thesaurus van Auteursnamen: 06939590X
- Réseau des bibliothèques de Suisse occidentale: 02-A000117099
- Istituto Centrale per il Catalogo Unico: CFIV098297
- LIBRIS: 288128
- Système universitaire de documentation: 027208443
- Trove: 1180300
- Virtual International Authority File: 15581813
- WorldCat: E39PCjDpV4jFgd3mrrKWpbMByd